# Olivia Holt
Pour les articles homonymes, voir Holt.
Olivia Holt, née le 5 août 1997 à Germantown dans le Tennessee, est une actrice et chanteuse américaine.
Elle est surtout connue pour son rôle de Kim Crawford dans la sitcom Tatami Academy et pour celui rôle de Lindy Watson dans C'est pas moi.
Depuis 2018, elle interprète la super-héroïne Tandy Bowen dans la série télévisée Cloak & Dagger issue de l'univers cinématographique Marvel.

## Biographie
Née à Germantown dans le Tennessee, Olivia est la fille de Kim et Mark Holt. Elle a une demi-sœur aînée prénommée Morgan et un frère cadet prénommé Cade. À l'âge de trois ans, elle part s'installer à Nesbit dans le Mississippi avec sa famille. Elle passe la majorité de son enfance là-bas puis elle s'installe brièvement à Memphis. Depuis l'enfance, Olivia aime la gymnastique et le cheerleading. Elle réside actuellement avec sa famille à Los Angeles en Californie.

## Carrière

### Ses débuts
Olivia se lance dans la comédie en jouant dans des pièces de théâtres puis en tournant dans des publicités à la télévision, comme Hasbro, Kidz Bop 14, Mattel, Bratz, Littlest Pet Shop ou Girl Gourmet.

### Comédie

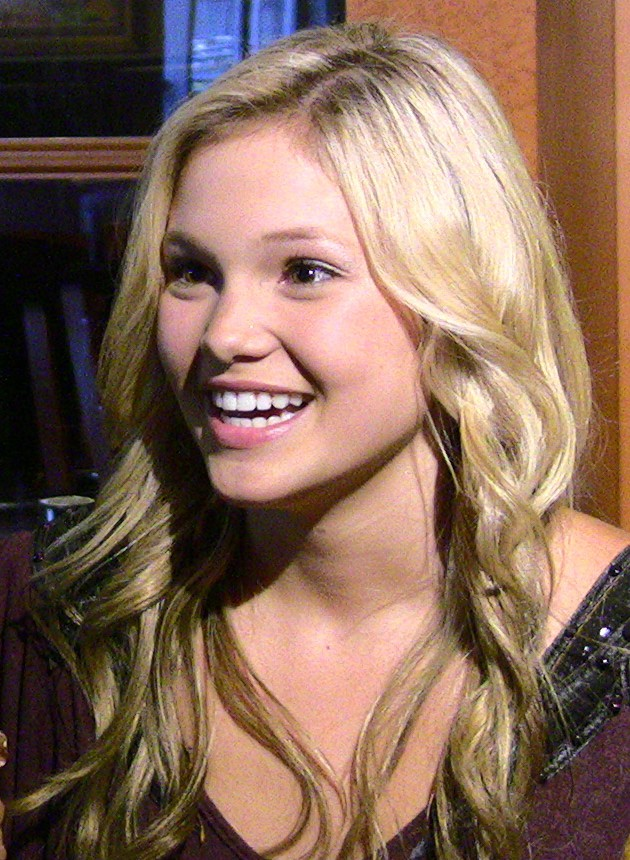
Olivia Holt en 2011

En 2010, Olivia signe un contrat avec Disney Channel, elle fait ainsi partie du Disney's Circle of Stars. Puis elle auditionnera pour une sitcom de Disney XD, Tatami Academy, dans laquelle, de 2011 à 2014, elle joue le rôle principal de Kim Crawford durant les saisons 1 à 3 puis revient en 2015 en tant que rôle récurrent pour deux épisodes de la saison 4.
En 2012, elle tourne dans le Disney Channel Original Movie, Skylar Lewis : Chasseuse de monstres, diffusé en octobre 2012 sur Disney Channel, dans lequel elle tient le rôle principal.
De 2014 à 2015, elle obtient à nouveau le rôle principal dans une série Disney Channel, C'est pas moi, qui a été annulé au bout de deux saisons pour faute d'audience.
Par la suite, elle a joué des rôles récurrents dans quelques séries Disney Channel comme Shake It Up, Doggyblog et Les Chroniques d'Evermoor et elle a également prêté sa voix pour Penn Zero : Héros à mi-temps pour trois épisodes.
En 2016, elle interprète un des rôles principaux dans le film The Standoff aux côtés de Ryan McCartan.
En 2017, elle joue un petit rôle dans l'adaptation du best-seller Same Kind Of Different As Me aux côtés de Greg Kinnear. En 2018, elle interprète le rôle de Veronica Krauss dans le film Class Rank aux côtés de Skyler Gisondo et a un des rôles principaux dans le film Status Updates aux côtés de Ross Lynch.
À partir de l'été 2018, on la retrouvera dans la nouvelle série de Marvel et Freeform, Cloak & Dagger, où elle interprète Tandy Bowen alias Dagger (l'Épée),.

### Musique
Dans le cadre de son film Skylar Lewis : Chasseuse de monstres, Olivia enregistre trois chansons en 2012 : Had Me @ Hello, Fearless et Nothing's Gonna Stop Me Now. Puis elle enregistre une nouvelle version de la chanson Winter Wonderland pour l'album de Noël Disney Channel Holiday Playlist. En 2013, elle enregistre la chanson These Boots Are Made for Walkin' pour l'album Shake It Up: I Love Dance et sort son premier single pour le film DisneyNature Bears, Carry On. En 2014, elle interprète la chanson du générique de sa nouvelle série C'est Pas Moi.
Olivia signe en 2014 avec le label Hollywood Records. Le 13 mai 2016, elle sort son premier single, Phoenix, qui est issu de son premier EP éponyme, Olivia. Quelques mois plus tard, le 21 novembre 2016, elle sort le deuxième single issu de son EP, History, qui cumule plus de 140 millions de streams sur la plateforme Spotify. Après plus d'un an après la sortie de son EP, Olivia sort un nouveau single, Generous, le 22 septembre 2017.

## Vie privée
De septembre 2012 à novembre 2014, elle était en couple avec Luke Benward, qu'elle a rencontré sur le tournage de Skylar Lewis : Chasseuse de monstres. De 2015 à 2018, elle est en couple avec Ray Kearin.

## Ambassadrice d'une marque
- 2013 : Play MG
- 2014 : Wallflower Jeans
- 2016 - Présent : Neutrogena
- 2017 : PERVERSE Sunglasses

## Filmographie

### Films
- 2009 : Black & Blue de Jill Maxcy : Claire
- 2016 : The Standoff de Ilyssa Goodman : Amy Roberts
- 2017 : Ces différences qui nous rapprochent (Same Kind of Different as Me) de Michael Carney : Regan Hall
- 2017 : Class Rank  : Veronica Krauss
- 2018 : Gare aux Gnomes : Brittany
- 2018 : Status Update  : Dani McKenzie
- 2023 : Totally Killer : Pam Miller jeune
- 2025 :  Heart Eyes : Ally

### Séries d'animation
- 2015 : Ultimate Spider-Man : Petra Parker / Spider-Girl (saison 3 épisode 9 et épisode 12)
- 2015 - 2017 : Penn Zero : Héros à mi-temps : Amber Briggs (saison 1 épisode 23 et épisode 38 et saison 2 épisode 23)
- 2019 - 2020 : Spider-Man : Tandy Bowen (saison 2 épisode 18, 21 et saison 3 épisode 3)

### Téléfilms
- 2012 : Skylar Lewis : Chasseuse de monstres : Skylar Lewis
- 2019 : Turkey Drop : Lucy Jacobs

### Séries télévisées
- 2011 - 2015 : Tatami Academy : Kim Crawford (rôle principal)
- 2013 : Shake It Up : Georgia Jones jeune (saison 3 épisode 22)
- 2014 - 2015 : C'est pas moi : Lindy Watson (rôle principal)
- 2015 : Doggyblog : Jacky (saison 3 épisode 13)
- 2016 : Les Chroniques d'Evermoor : Valentina (saison 1 épisode 17 et épisode 24)
- 2018 - 2019 : Cloak & Dagger : Tandy Bowen (rôle principal)
- 2019 : Runaways : Tandy Bowen (saison 3 épisode 7 et 8)
- 2021 : Cruel Summer : Kate Wallis (rôle principal)

## Discographie

### Clips
- 2014 : Carry On (pour le DisneyNature "Bears")
- 2016 : Phoenix
- 2016 : History
- 2017 : Paradise (feat. Brandon Beal)
- 2017 : Generous
- 2018 : Wrong Move (feat. R3HAB & THRDL!FE)
- 2018 : 16 Steps (feat. Martin Jensen)[5]
- 2019 : Distance (feat. Nicky Romero)
- 2019 : Speaker (feat. Banx & Ranx et ZieZie)[6]
- 2019 : Bad Girlfriend

### Autres chansons
- 2012 : Had Me @ Hello (pour Tatami Academy)
- 2012 : Fearless (pour Skylar Lewis : Chasseuse de monstres
- 2012 : Nothing's Gonna Stop Me Now (pour Skylar Lewis : Chasseuse de monstres)
- 2012 : Winter Wonderland
- 2013 : These Boots Are Made for Walkin'
- 2013 : Snowflakes (pour Disney Playlist Sessions)
- 2014 : Time Of Our Lives
- 2016 : Pick Up The Pieces
- 2016 : What You Love
- 2016 : How You Want It
- 2016 : Lucky Ones
- 2016 : I See Stars
- 2017 : Sad Songs (feat. We The Kings)
- 2017 : Christmas (Baby Please Come Home)
- 2018 : Come Sail Away (pour Cloak & Dagger)

### Tournée
- 2016 : Rise Of A Phoenix Tour

Le Rise of a Phœnix Tour est la première tournée d'Olivia issue de son premier EP nommé Olivia sorti en 2016.

## Distinctions
Sauf indication contraire, les informations mentionnées dans cette section peuvent être confirmées par la base de données cinématographiques IMDb,  présente dans la section « Liens externes ».
| Année | Cérémonie                            | Catégorie                                                                    | Travail nommé              | Résultat   |
| ----- | ------------------------------------ | ---------------------------------------------------------------------------- | -------------------------- | ---------- |
| 2013  | Radio Disney Music Awards            | Best Crush Song                                                              | Had me @ Hello             | Lauréat    |
| 2013  | Shorty Awards                        | Meilleure actrice                                                            | Tatami Academy             | Nomination |
| 2014  | Industry Dance Awards                | Role Model Of The Year                                                       | Elle-même                  | Lauréat    |
| 2016  | Behind the Voice Actors Awards       | Best Female Vocal Performance in a Television Series in a Supporting Role    | Petra Parker / Spider-Girl | Nomination |
| 2017  | Newport Beach Film Festival          | Réalisation exceptionnelle en réalisation cinématographique - Interprétation | Class Rank                 | Lauréat    |
| 2017  | Napa Valley Fesival                  | Meilleure actrice                                                            | Class Rank                 | Lauréat    |
| 2018  | 20e cérémonie des Teen Choice Awards | Meilleure actrice de l'été                                                   | Cloak & Dagger             | Lauréat    |
| 2018  | 20e cérémonie des Teen Choice Awards | Choice Female Hottie                                                         | Elle-même                  | Nomination |
| 2019  | Teen Choice Awards                   | Choice Sci-Fi/Fantasy TV Actress                                             | Cloak & Dagger             | Nomination |

## Voix françaises
Claire Tefnin est la voix francophone (belge) la plus récurrente pour Olivia Holt, en lien avec la période des séries Disney par lesquelles elle s'est fait connaître.
- Claire Tefnin (Belgique, séries & téléfilms Disney) dans :
  - Tatami Academy (2011-15) : Kim Crawford
  - Skylar Lewis : Chasseuse de monstres (2012) : Skylar Lewis
  - C'est pas moi (2014-2015) : Lindy Watson (rôle principal)
  - Shake It Up (2013) : Georgia Jones jeune (saison 3 épisode 22)
  - Doggyblog (2015) : Jacky (saison 3 épisode 13)
  - Les Chroniques d'Evermoor (2016) : Valentina (saison 1 épisode 17 et épisode 24)
  - Status Update (2018)
- Kelly Marot (France) dans 
  - Cloak & Dagger (2018-2019) : Tandy Bowen
  - Runaways (2019) : Tandy Bowen (saison 3 épisode 7 et 8)
- Leslie Lipkins (France) dans 
  - Cruel Summer (2021) : Kate Wallis
- Diane Dassigny (France) dans
- Totally Killer (2023): Pam Miller